# Spirou
Spirou är en fransk-belgisk komisk äventyrsserie skapad av Rob-Vel med manushjälp av hans fru Blanche Dumoulin och teckningshjälp av Luc Lafnet. Den publicerades första gången i premiärnumret av serietidningen Le Journal de Spirou den 21 april 1938, och första albumet gavs ut 1948.
Därefter har bland andra Jijé, André Franquin, Greg, Yves Chaland, Jean-Claude Fournier, Nic, Raoul Cauvin, Tome och Janry arbetat med figuren. Mest känd är Franquins version, då han utvecklade persongalleriet och skapade flera minnesvärda äventyr.
Serien har under årens lopp resulterat i ett antal sidoserier. I kronologisk ordning är dessa Gaston (1957–1996), Marsupilami (från 1987), Den unge Spirou (från 1990), Ett extraordinärt äventyr med Spirou och Nicke (från 2006), Zafir (från 2017) och Champignac (från 2019).

## Handling

### Översikt
Spirou upplever äventyr världen över med sin vän Nicke (Fantasio i original).

### Figurgalleri och miljöer
Huvudpersoner

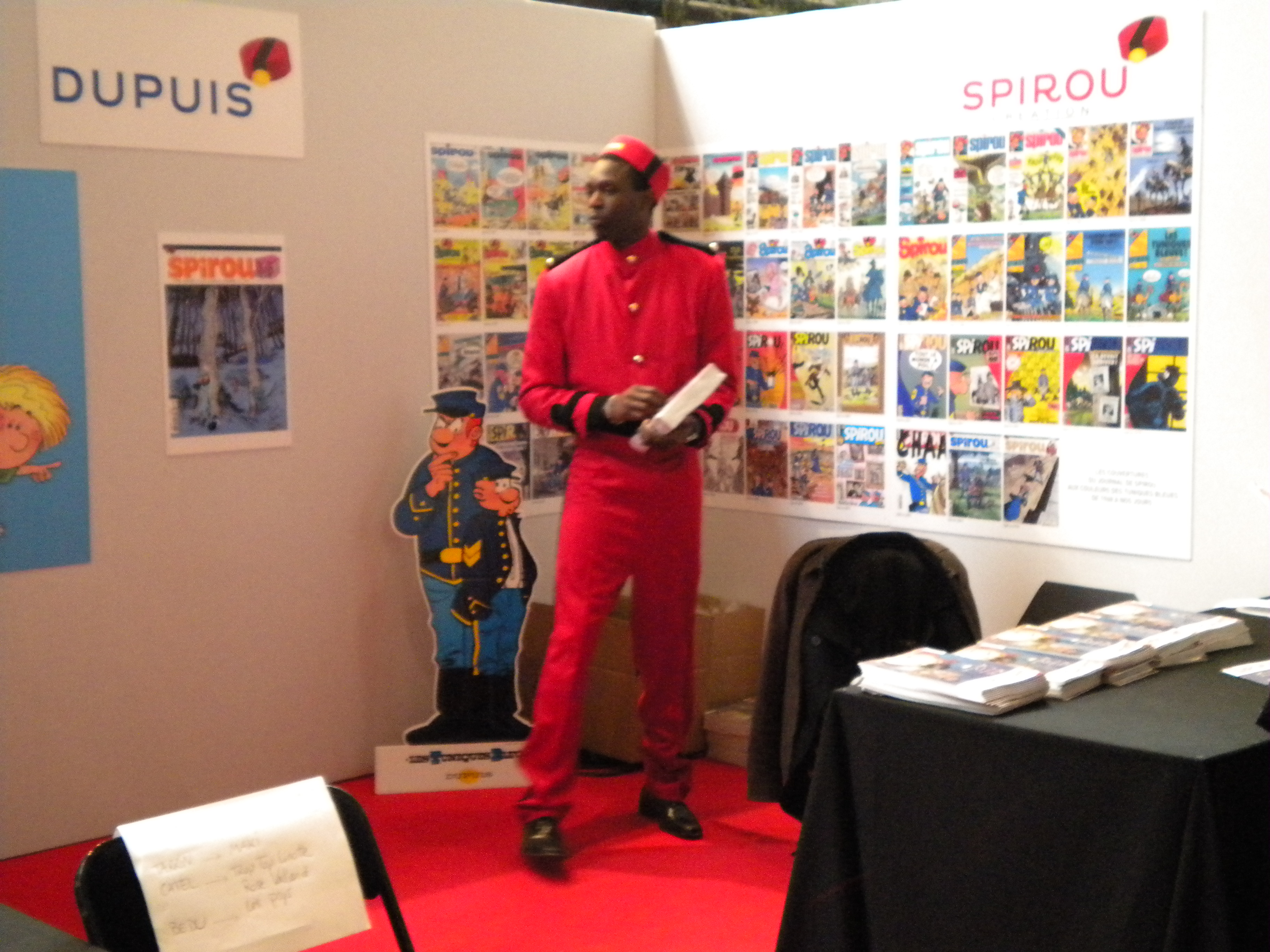
Titelfiguren i serien är ofta iklädd en röd piccolo-uniform.

Seriens figurgalleri innehåller först och främst Spirou själv och hans ständige vapendragare Nicke (franska: Fantasio). Spirou är en rödhårig ung man som oftast går omkring i röda piccolokläder. Nicke är å sin sida en tunnhårig, uppfinningsrik men ofta otursförföljd ung man med blont hår (det hår han nu har). Nicke har ofta svag karaktär, vilket gör honom till en ibland otillförlitlig kompanjon. Både Spirou och Nicke är från och till anställda som reportrar på tidningen Le Moustique, och i senare albumhistorier fungerar ibland Nicke som redaktör på tidningen Spirou. Nicke förekommer även i sidoserien Gaston, en serie som utspelas på och kring tidningen Spirous redaktion.

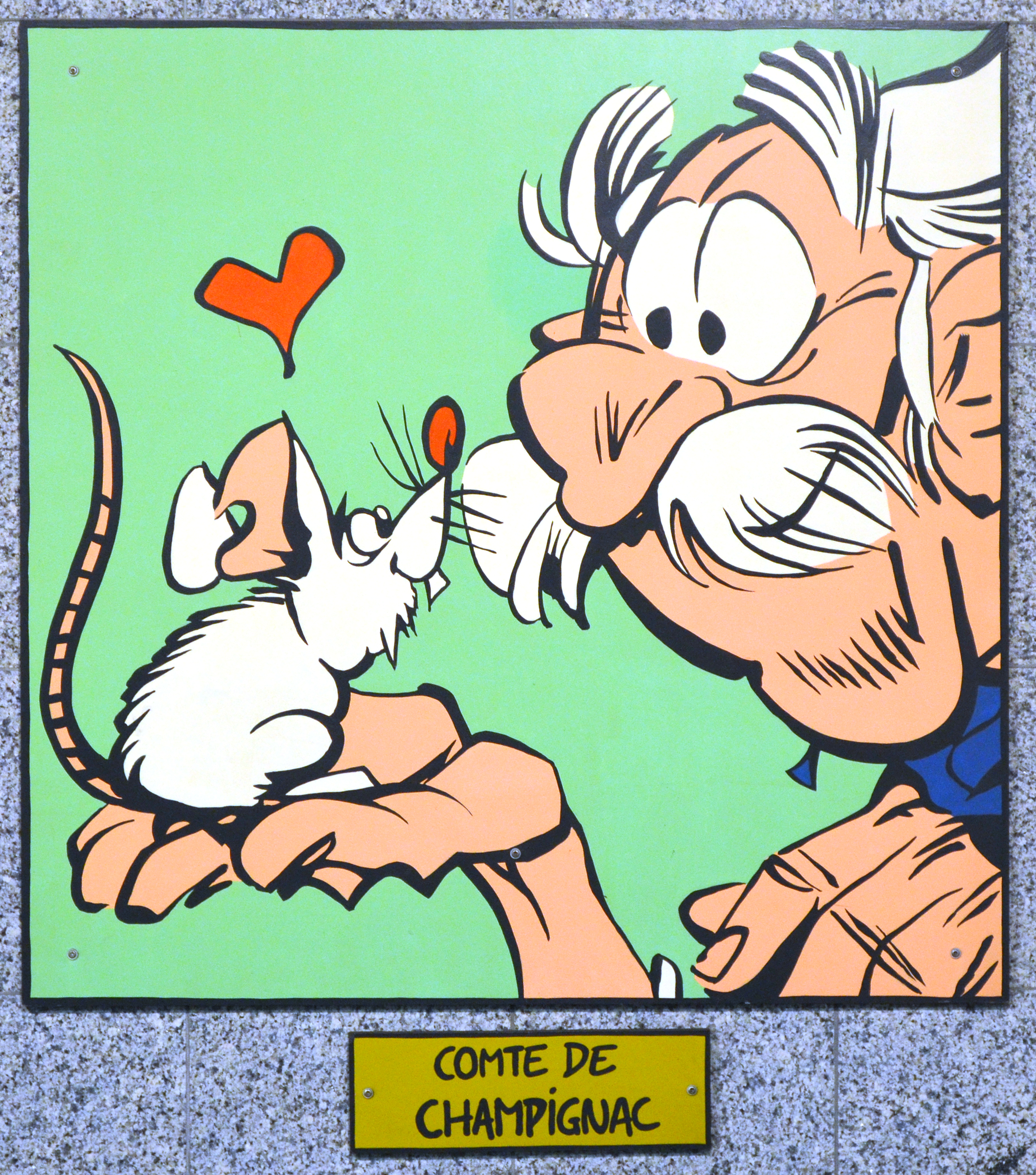
Greven av Champignac.

Greven av Champignac (fullständigt namn: "Pacôme Hégésippe Adélard Ladislas de Champignac", på svenska i regel översatt som "Paul Hegesippus Adelard Ladislas, greve de Champignac"). Han är vän till Nicke och Spirou och framträder ofta som en champinjon- eller svampgalen forskare. Han figurerar bland annat i albumet Spirou i Australien, där han letar efter ett arkeologiskt bevis för kan kunna köra bort de opalfeberdrabbade gruvarbetarna i närheten. I Besökaren från urtiden är greven den som gör den vetenskapliga upptäckten som är centrum för berättelsen, och i Svartkonst och champinjoner är grevens svampforskning viktig för intrigen. Greven är duktig på att finna på märkliga preparat med ofta oförutsägbara verkningar. Bland dessa finns X1 (ger övermänsklig förmåga), X2 (ger snabbt åldrande; båda syntes första gången i Trollkarlen i Champignac), X4 (ökar hjärnkapaciteten) och metomol. Det sistnämnda, ett högeffektivt metalluppmjukningsmedel, har använts i flera äventyr, första gången i Diktatorn och champinjonen.
Miljöer

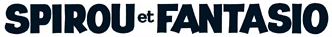
På originalspråket heter serien Spirou et Fantasio.

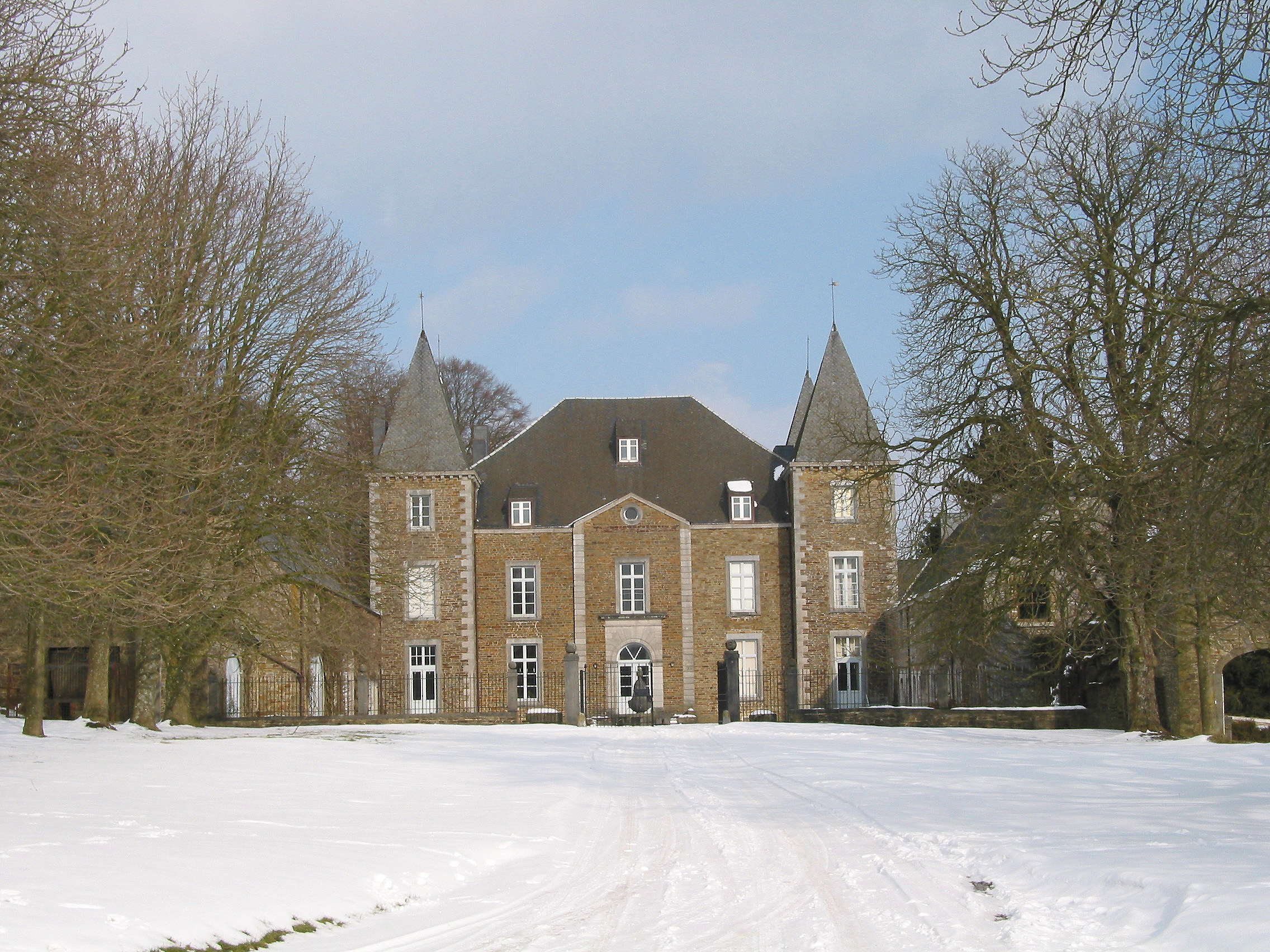
Château de Skeuvre utanför Namur, inspiration för greve de Champignacs slott.

Greven bor strax utanför den fransk-belgiska småstaden (i vissa svenska översättningar beskriven som by) Champignac (fullständigt namn: Champignac-en-Cambrousse). Dess något pompöse borgmästare med svart mustasch ser gärna snett på grannkommunen Chanterelles-sous-Bois ('Kantareller-under-träden'). I den lilla staden finns bland annat även en alkoholist och en före detta veterinär/apotekare vid namn Näslund (i original Dupilon) samt en eller flera korrekta äldre herrar som benämns Getberg (borgmästarbiträde; i original Duplumier), Grönlund eller Lundberg. Grevens slott är till utseendet kraftig inspirerat av château de Skeuvre, vid Hamois strax utanför sydbelgiska Namur.
Célestin Dupilon (ofta översatt till Näslund) är en före detta veterinär som att ha gått i pension dräller runt på gatorna, konstant berusad men oklanderligt klädd. Han förekom för första gången i Le voyageur du Mésozoïque (1957), av Franquin.
I närheten finns också staden där Nicke och Gaston ofta arbetar på "Spirouförlaget" (i original: Éditions Dupuis). I det franska originalet är detta förlag placerat i Marcinelle, medan det i den svenska översättningen ofta lämnas mer outrett. I senare album och sidoserier framgår det oftast att det är Marcinelle (eller Bryssel), och förlaget nämns under sitt riktiga namn.

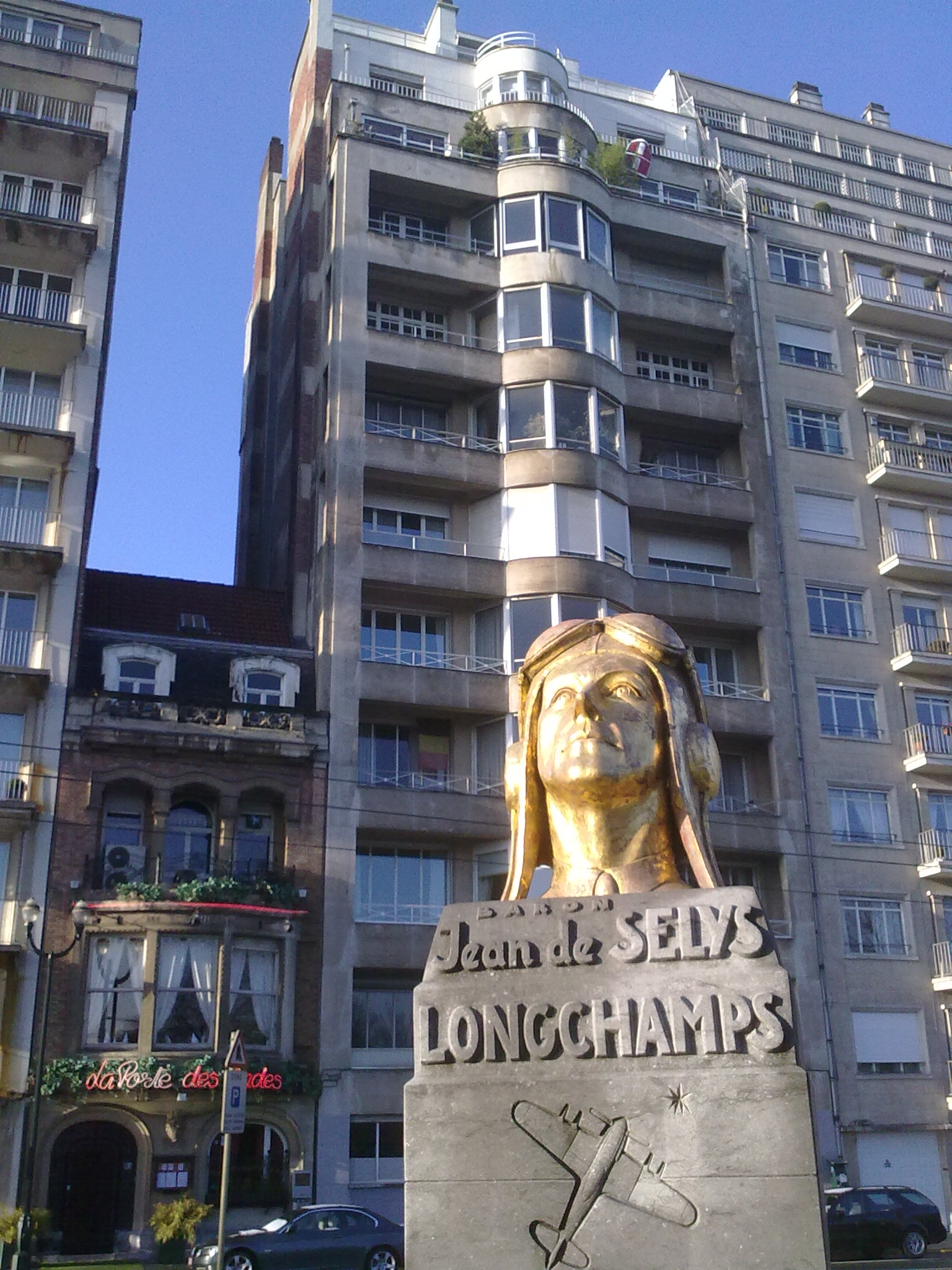
Senare års sidoserier har ofta haft viss verklighetsförankring. I 2009 års Le groom vert-de-gris presenteras RAF-piloten Jean de Selys Longchamps och hans soloräd mot Gestapos högkvarter. Idag står han staty utanför 453 Avenue Louise.

Spirou dök från början upp som piccolo på Moustic Hôtel (svenska: hotell Moustic). Han kopplas samman med hotellet både i första historien (1938, tecknad av Rob-Vel) och de senare sidohistorierna Spirou – Porträtt av hjälten som oskuldsfull ung man (2008, av Émile Bravo, utspelande sig 1939) och Operation Fladdermus (2009, utspelande sig 1942–44). I den sistnämnda berättelsen är hotellet placerat vid adress 453 Avenue Le Gall, vilket dock ska ses i ljuset av de många interna blinkningarna (med eller utan serieanknytning) genom berättelsen. Den danska översättningen av albumet (2010) namnger på sidan 52 nämnda gata som Avenue Louise; den löper i verkligheten från centrum mot sydöst. Adressen 453 Avenue Louise – "Résidence Belvédère" – var det ursprungliga Brysselhögkvarteret för Gestapo.
Övriga figurer
Det galna tekniska geniet Zafir, en skurkaktig vetenskapsman som finns med i fyra album från 1960-talet (Z som i Zafir 1959–60, Skuggan av Z 1960, Raffel med Zafir 1967–68 och Guldmaskinen). Bland annat har han uppfunnit zafirkoptern, zafirmobilen (två varianter av helikopter) och Zafir-strålen (hypnosstråle). Zafir är en av de återkommande skurkarna i serien, tillsammans med bland andra Nickes ondskefulle kusin Ricke.
Två djur spelar stor roll i serien – ekorren Spip och det underliga djuret Marsupilami (introducerad av André Franquin 1952). Spip är Spirous personliga vän/husdjur, och deras relation går långt tillbaka i tiden. Marsupilami är ett långsvansat och leopardprickigt kloakdjur med övernaturlig styrka, av en art som i serien lever vild i det sydamerikanska landet Palombia. Spip kan inte göra sig språklig förstådd med den andra i serien, men hans tankar och repliker syns ändå flitigt. Marsupilami är mer primitiv till karaktären och uttrycker sig mest via läten som påminner om hubba hubba eller liknande.
Spirou innehåller få kvinnliga figurer. En av de återkommande är journalisten Sickan.

## Historik

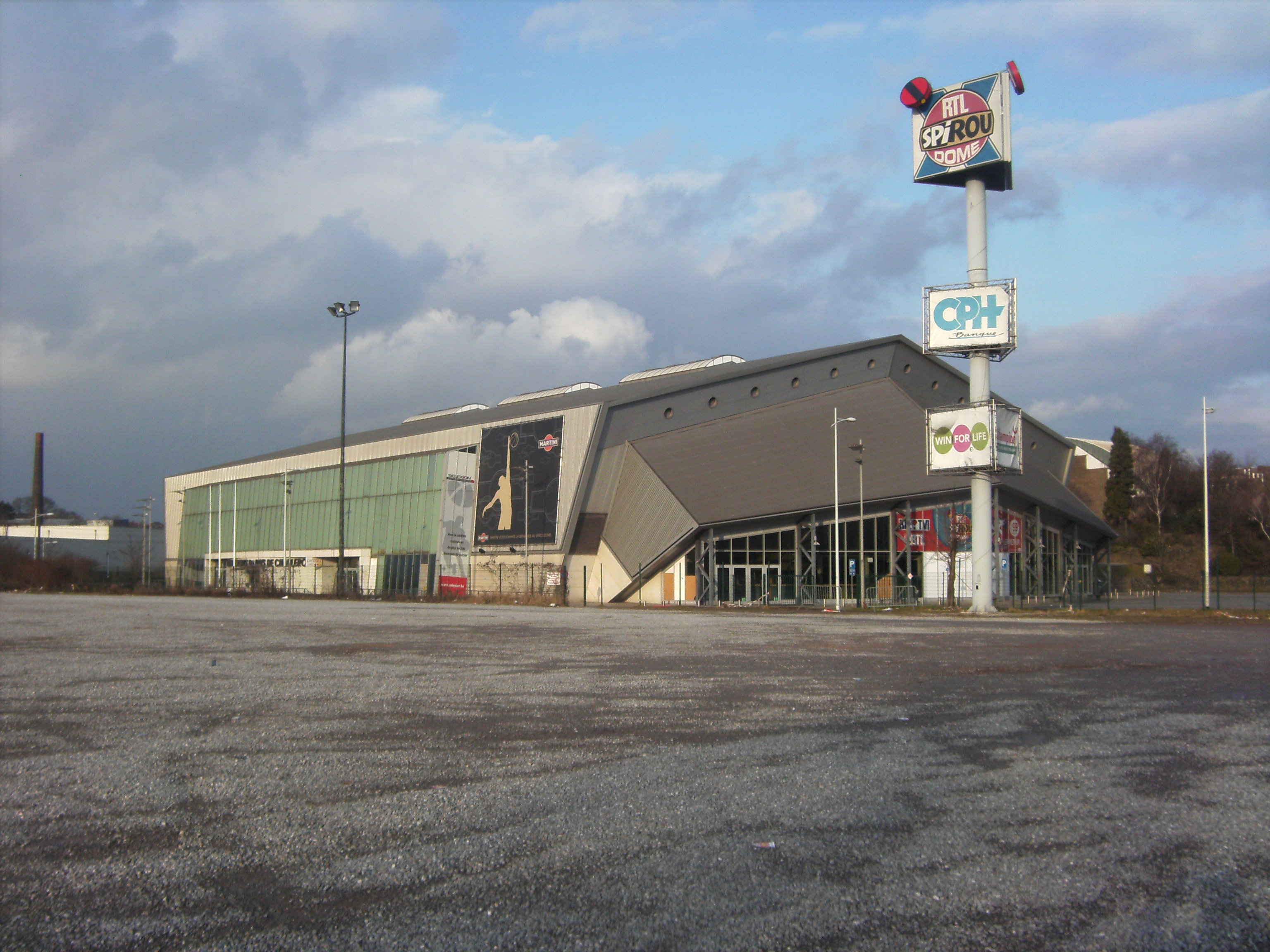
Spirou började publiceras 1938, på den egna tidningen utgiven av Éditions Dupuis i sydbelgiska Marcinelle. Regionen hedrar än idag sin seriekändis, och det lokala elitbasketlaget Spirou Basket Club spelar sina hemmamatcher i Spiroudôme.

Serien skapades av fransmannen Rob-Vel 1938 tillsammans med sin fru som hjälpte till med manuset och Luc Lafnet, som hjälpte till med teckningarna, men dog i förtid 1939. Den skapades för den egna belgiska serietidningen Journal de Spirou, utgiven av Éditions Dupuis. När Rob-Vel lämnade serien började upphovsmännen avlösa varandra. André Franquins version åren 1946–1968 är både den mest kända och den mest långlivade.
Efter att i tio års tid ha producerat serien i en Franquin-liknande stil gjorde Tome & Janry på 1990-talet ett kortlivat försök att modernisera serien i en mer realistisk tappning (album nr 42, Drömfabriken). Trots ett relativt gott mottagande blev det bara ett album i denna stil av duon som sammanlagt hade hand om serien åren 1981–1998. Jean-David Morvan och José-Luis Munuera gjorde därefter åter serien i klassisk tappning. Dessa efterföljdes av Fabien Vehlmann och Yoann. 
Tome & Janry har även nått framgång med sidoserien Den unge Spirou, en humorserie med Spirou i den yngre skolåldern. De startade serien 1987 och har fortsatt med denna, även efter deras period som ansvariga för huvudserien.
År 2013 fyllde Spirou 75 år, vilket firades av seriens belgiska förläggare Dupuis.

### Fransk-belgisk utgivning
Serien publiceras vanligtvis ursprungligen i Journal de Spirou eller dess sidotitlar, för att sedan samlas i album (notera att Journal de Spirou övergick till fortlöpande numrering 1946). Undantaget är ett fåtal episoder som gick som följetong i Parisien Libéré. Det finns dock ett antal episoder som aldrig samlats i album utan endast förekommit i tidningen. Förutom den reguljära albumserien finns en så kallade Hors Série (franska för utgåva utanför ordinarie numrering) som samlar en del av de kortare episoderna.

### Utgivning i Sverige
Serien har länge varit populär i Sverige. Den började först publiceras i Rekord-Magasinet på 1950-talet under namnet "Spirre". När Semic gav ut det första svenska albumet, vilket var Tystnadens pirater 1973, som del av deras Triumfserie, kallades han fortfarande för "Spirre". Året därpå började Carlsen Comics ge ut serien i albumformat under namnet Spirous äventyr. De första albumen var Högt spel i Bretzelburg och  Z som i Zafir. 1975 gav de ut Skuggan av Z, Undervattensmysteriet, Vrakmysteriet, Buddhas fånge, Spirou och arvingarna och Noshörningens horn. Franquins version har även publicerats i tidningen Fantomen. En majoritet av albumen har kommit ut på svenska.
Den svenska utgivningen är i stort sett baserad på den franska albumutgivningen, men i viss omkastad ordning. Ett noterbart undantag är svenska albumet nummer 24 Jag, Marsupilami. Denna är en samling av korta "Marsupilami"-avsnitt som saknar motsvarighet i den franska Spirou-utgivningen (även om det senare kommit ut ett liknande franskt album i Marsupilami-serien).

### TV och film
Éditions Dupuis animationsbolag Dupuis Audiovisuel ligger bakom de tecknade TV-serierna om Spirou och ekorren Spip. 
Michel Gauthier regisserade och övervakade produktionen av den tecknade TV-serien Spirou från 1992. Totalt blev det 52 avsnitt på vardera 26 minuter, vilkas manus baserades på albumhistorier av Tome och Janry. För de franska rösterna stod Thor Bishopric (Spirou) och Teddy Lee Dillon (Nicke). Serien har dubbats till svenska och visades under 1998 i TV 3:s morgonblock för barn.
Svenska röster
- Spirou - Peter Sjöquist
- Nicke - Dick Eriksson

Samt:
- Johan Hedenberg
- Per Sandborgh
- Louise Raeder

Gauthier har dessutom gjort 120 avsnitt av "A tout’ Spip", om och med den egensinninge lille ekorren. Varje avsnitt är cirka åtta sekunder och är avsett som pausprogram.
Film
En långfilm i regi av Alexandre Coffre har börjat spelas in.

### Sidoserier
Spirou är förlaget Dupuis flaggskepp, med en serie och titelfigur som har samma namn som förlagets långlivade serietidning. Den har genom åren också gett upphov till ett antal avknoppade sidoserier:
- Gaston (1957-96) skapades av André Franquin som en skämtserie, där "Spirouförlagets" lata hjälpreda presenterades i ensidiga humoravsnitt.[17]

- Den unge Spirou är en liknande skämtserie, där en ung Spirou får uppleva små äventyrliga och pikant komiska episoder. Serien skapades 1987 av Tome och Janry och har fram till 2014 samlats i 16 album.

- Marsupilami fick också 1987 en egen serie. Sedan dess har ett drygt 20-tal album producerats, med Batem (pseudonym för Luc Collin, född 1960) som tecknare och olika inblandade författare.[18]

- Ett extraordinärt äventyr med Spirou och Nicke (franska: Le Spirou de… eller Une aventure de Spirou et Fantasio par…) är en hittills (2017) tolv album lång albumserie med olika manusförfattare och tecknare. Dessa har fått lite friare händer i skapandet av sina Spirouhistorier. I tur och ordning har följande serieskapare varit inblandade: Fabiel Vehlmann/Yoann, Frank Le Gall, Yann/Tarrin, Émile Bravo, Yann/Olivier Schwartz, Lewis Trondheim/Fabrice Parme och Yann/Olivier Schwartz. Albumen har översatts till danska av Cobolt Förlag, och maj 2014 gavs Émile Bravos Spirou – porträtt av hjälten som oskuldsfull ung man (ett ambitiöst upplagt historiskt drama med Molotov–Ribbentrop-pakten som bakgrund) ut när förlaget också lanserade sig på den svenska marknaden.[19]
- Spirou à Berlin ('Spirou i Berlin') publicerades på tyska 2017. Det är den första tyskproducerade Spirou-historien, tecknad av Berlin-baserade serieskaparen och illustratören Flix efter eget manus. Historien producerades till Spirous 80-årsfirande 2018 och kom ut i fransk översättning 2019.[20][21]

### Spiroualbum
| Spirou-album | Spirou-album                | Spirou-album                | Spirou-album | Spirou-album                                 | Spirou-album           | Spirou-album        | Spirou-album |
| Nr           | Svensk titel                | Årtal första svenska utgåva | Kommentar | Originaltitel                                | Original-nr            | Årtal originalalbum | Tecknare     |
| ------------ | --------------------------- | --------------------------- | --- | -------------------------------------------- | ---------------------- | ------------------- | ------------ |
| 1            | Högt spel i Bretzelburg     | 1974                        | | QRN sur Bretzelburg                          | 18                     | 1966                | Franquin     |
| 2            | Z som i Zafir               | 1974                        | | Z comme Zorglub                              | 15                     | 1961                | Franquin     |
| 3            | Skuggan av Z                | 1975                        | | L’ombre du Z                                 | 16                     | 1962                | Franquin     |
| 4            | Undervattensmysteriet       | 1975                        | Innehåller också: Miniatyrerna | Spirou et les hommes-bulles                  | 17                     | 1964                | Franquin     |
|              | Guldmaskinen                | 1975                        | Fristående album Originalalbum innehåller också: (Un Noël clandestin), ej i svenskt album (Le champignon nippon), i svenskt album 17 som inledande sidor | Le faiseur d’or                              | 20                     | 1970                | Fournier     |
| 5            | Vrakmysteriet               | 1975                        | | Le repaire de la murène                      | 9                      | 1957                | Franquin     |
| 6            | Buddhas fånge               | 1975                        | | Le prisonnier du Bouddha                     | 14                     | 1960                | Franquin     |
| 7            | Spirou och arvingarna       | 1975                        | Innehåller också: Rör inte rödhakarna (ursprungligen från originalalbum nr 8) | Spirou et les héritiers                      | 4                      | 1953                | Franquin     |
| 8            | Noshörningens horn          | 1975                        | | La corne du rhinocéros                       | 6                      | 1955                | Franquin     |
| 9            | Diktatorn och champinjonen  | 1976                        | | Le dictateur et le champignon                | 7                      | 1956                | Franquin     |
| 10           | Familjen Marsupilami        | 1976                        | Innehåller också: Gangstermarknaden | Le nid des Marsupilamis                      | 12                     | 1960                | Franquin     |
| 11           | Det falska ansiktet         | 1976                        | Innehåller också: Buren (ej i originalalbum nr 8) | La mauvaise tête                             | 8                      | 1956                | Franquin     |
| 12           | Tystnadens pirater          | 1977                        | Innehåller också: Quick Super | Les pirates du silence                       | 10                     | 1958                | Franquin     |
| 13           | Gorillan och guldgruvan     | 1977                        | Innehåller också: Full rulle på semestern | Le gorille a bonne mine                      | 11                     | 1959                | Franquin     |
| 14           | Besökaren från urtiden      | 1978                        | Innehåller också: Experimentet som blev en mardröm | Le voyageur du Mésozoïque                    | 13                     | 1960                | Franquin     |
| 15           | Raffel med Zafir            | 1979                        | Innehåller också: Bravo the Brothers | Panade à Champignac                          | 19                     | 1969                | Franquin     |
| 16           | Trollkarlen i Champignac    | 1979                        | | Il y a sorcier à Champignac                  | 2                      | 1951                | Franquin     |
| 17           | Den stora champinjonjakten  | 1980                        | Originalalbum innehåller också: (Un faux départ de Spip), ej i svenskt album | Du glucose pour Noémie                       | 21                     | 1971                | Fournier     |
| 18           | Det mystiska klostret       | 1980                        | | L’abbaye truquée                             | 22                     | 1972                | Fournier     |
| 19           | Tora Torapa                 | 1981                        | | Tora Torapa                                  | 23                     | 1973                | Fournier     |
| 20           | Marsupilami blir kidnappad  | 1981                        | Innehåller också: Hummern | Les voleurs de Marsupilami                   | 5                      | 1954                | Franquin     |
| 21           | Roboten Rupert              | 1981                        | Innehåller också: Spirou och robotritningarna Spirou till häst | (Serierna hämtade från olika originalalbum)  |                        |                     | Franquin     |
| 22           | Amulettens hemlighet        | 1982                        | | Le gri-gri du Niokolo                        | 25                     | 1974                | Fournier     |
| 23           | Atomspionerna               | 1982                        | | L’ankou                                      | 27                     | 1977                | Fournier     |
| 24           | Jag Marsupilami             | 1982                        | (Flera korta serier med Marsupilami) |                                              |                        |                     | Franquin     |
| 25           | Spirou och rymdvarelserna   | 1983                        | | Du cidre pour les étoiles                    | 26                     | 1975                | Fournier     |
| 26           | Spirou och tyrannen         | 1983                        | | Kodo, le Tyran                               | 28                     | 1979                | Fournier     |
| 27           | Den stora kuppen            | 1983                        | | Des haricots partout                         | 29                     | 1980                | Fournier     |
| 28           | Virus                       | 1984                        | | Virus                                        | 33                     | 1984                | Janry        |
| 29           | Spirou i Australien         | 1985                        | | Aventures en Australie                       | 34                     | 1985                | Janry        |
| 30           | Stoppa Cyanida!             | 1985                        | | Qui arrêtera Cyanure                         | 35                     | 1985                | Janry        |
| 31           | De svarta hattarna          | 1986                        | Innehåller också: Gränsmysteriet Originalalbum innehåller också: (Comme une mouche au plafond) (Jijé), ej i svenskt album (Spirou et les hommes-grenouilles) (Jijé), ej i svenskt album                                                                                               | Les chapeaux noirs                           | 3                      | 1952                | Franquin     |
| 32           | Kometen och tidsmaskinen    | 1986                        | | L’horloger de la comète                      | 36                     | 1986                | Janry        |
| 33           | Z kommer tillbaka           | 1987                        | | Le réveil du Z                               | 37                     | 1986                | Janry        |
| 34           | Heja Spirou!                | 1988                        | Innehåller flera korta serier: Spirous ungdom Grova förfalskningar! Presidentens piccolo Den otrolige Burpen! Kvällsblaskan! | La jeunesse de Spirou                        | 38                     | 1987                | Janry        |
| 35           | Spirou i New York           | 1988                        | | Spirou et Fantasio à New York                | 39                     | 1987                | Janry        |
| 36           | Expeditionen som försvann   | 1989                        | | La frousse aux trousses                      | 40                     | 1988                | Janry        |
| 37           | Dårarnas dal                | 1990                        | | La vallée des bannis                         | 41                     | 1989                | Janry        |
| 38           | Spirou i Moskva             | 1991                        | | Spirou à Moscou                              | 42                     | 1990                | Janry        |
| 39           | Skumt spel i Söderhavet     | 1992                        | | Vito la Déveine                              | 43                     | 1991                | Janry        |
| 40           | Svartkonst och champinjoner | 1993                        | | Le rayon noir                                | 44                     | 1993                | Janry        |
| 41           | Uppgörelse i Chinatown      | 1995                        | | Luna fatale                                  | 45                     | 1995                | Janry        |
| 42           | Drömfabriken                | 1999                        | | Machine qui rêve                             | 46                     | 1998                | Janry        |
| 43           | Paris under vatten          | 2004                        | | Paris sous-Seine                             | 47                     | 2004                | Munuera      |
| 44           | Den isande köldens bälte    | 2004                        | | La ceinture du grand froid                   | 30                     | 1983                | Broca        |
| 45           | Den svarta lådan            | 2005                        | | La boîte noire                               | 31                     | 1983                | Broca        |
| 46           | Ljudslukaren                | 2005                        | | Les faiseurs de silence                      | 32                     | 1984                | Broca        |
| 47           | Mannen som inte ville dö    | 2006                        | | L'Homme qui ne voulait pas mourir            | 48                     | 2005                | Munuera      |
| 48           | Spirou i Tokyo              | 2007                        | | Spirou et Fantasio à Tokyo                   | 49                     | 2006                | Munuera      |
| 49           | På uppdrag av Z             | 2009                        | | Aux sources du Z                             | 50                     | 2008                | Munuera      |
| 50           | Zarkonerna anfaller         | 2010                        | | Alerte aux Zorkons                           | 51                     | 2010                | Yoann        |
| 51           | Den mörka sidan av Z        | 2012                        | | La Face cachée du Z                          | 52                     | 2011                | Yoann        |
| 52           | I Vipers klor               | 2013                        | | Dans les griffes de la Vipère                | 53                     | 2013                | Yoann        |
| 53           | Skatten i Alexandria        | 2014                        | | Le groom de Sniper Alley                     | 54                     | 2014                | Yoann        |
| 54           | Marsupilamis vrede          | 2016                        | | La Colère du Marsupilami                     | 55                     | 2016                | Yoann        |
|              | Helgalna äventyr med Spirou | 2019                        | Fristående album Innehåller flera korta serier: Tillbaka till redaktionen Nickes gåva (illustrerad text) Piccolo för alltid! En rundtur i tiden Retfulla öden Försoningsprocessen (illustrerad text) Läderläppen Superpiccolon                                                        | Les Folles Aventures de Spirou               | Hors série 5           | 2017                | Yoann        |
| 55           | Spirous död                 | 2022                        | | La mort de Spirou                            | 56                     | 2022                | Schwartz     |
| 56           | Minnen av framtiden         | 2024                        | | La Mémoire du futur                          | 57                     | 2024                | Schwartz     |
|              |                             |                             | Innehåller serierna: (Le meeting aérien) (Autour du monde avec le pilote rouge) (Le voyage dans le temps) (L'enlèvement de Spip) (La jeep de Fantasio) (Fantasio et le Fantôme) | Spirou et l'Aventure                         | Tidigt onumrerat album | 1948                | Jijé         |
|              |                             |                             | Innehåller serierna: (Fantasio et son tank) (Les maisons préfabriquées) (L’heritage de Spirou) Roboten Rupert (Radar le Robot) | Spirou et Fantasio                           | Tidigt onumrerat album | 1948                | Franquin     |
|              |                             |                             | Innehåller serierna: Spirou och robotritningarna (Les plans du robot) (Spirou sur le ring) Spirou till häst (Spirou fait du cheval) (Spirou chez le pygmées) | Quatre aventures de Spirou et Fantasio       | 1                      | 1950                | Franquin     |
|              |                             |                             | Innehåller också: Buren (La cage) Marsupilami | Tembo Tabou                                  | 24                     | 1974                | Franquin     |
|              |                             |                             | Innehåller serierna: (L’heritage) (Le tank) | L’heritage                                   | Hors série 1           | 1984                | Franquin     |
|              |                             |                             | Innehåller serierna: Roboten Rupert (Radar le Robot) (La maison préfabriquée) Hummern (Le homard) | Radar le Robot                               | Hors série 2           | 1985                | Franquin     |
|              |                             |                             | Innehåller serierna: (La naissance de Spirou) (Rob Vel) (Spirou et la puce) (Rob Vel) (Fantasio et le siphon) (Franquin) (Le fantacoptère solaire) (Broca) (La voix sans maître) (Janry) (La menace) (Janry) (La Tirelire est là) (Janry) (Une semaine de Spirou et Fantasio) (Janry) | La voix sans maître et 5 autres aventures    | Hors série 3           | 2003                |              |
|              |                             |                             | Innehåller serierna: (Fantasio et les fantômes) (Jijé) (La Zorglumobile) (Franquin) (Noël dans la brousse) (Franquin) (Fantasio et les pantins téléguidés) (Franquin) (Cœurs d'acier) (Chaland) (Vacances à Brocéliande) (Fournier) (Joyeuses Pâques, Papa!) (Fournier)               | Fantasio et le fantôme et 4 autres aventures | Hors série 4           | 2003                |              |

### Kronologisk lista över Spirou-serier
| Spirou-serier                                                                     | Spirou-serier                   | Spirou-serier | Spirou-serier           | Spirou-serier           | Spirou-serier |
| --------------------------------------------------------------------------------- | ------------------------------- | --- | ----------------------- | ----------------------- | --- |
| Originaltitel                                                                     | Originalpublicering             | Originalalbum | Författare              | Tecknare                | Svensk publicering |
| Groom au Moustic–hôtel                                                            | 1/1938–27/1938                  | Hors série 3 (endast sida 1)                                                                                       | Rob-Vel                 | Rob-Vel                 | Spirou 1938-1946 (2009) (endast 2 sidor, 1-2/1938) |
| L’Héritage de Bill Money (Globe-trotter)                                          | 28/1938–11/1939                 | | Rob-Vel                 | Rob-Vel                 | |
| Le repaire de Sosthène Silly (Les Robot géants)                                   | 12/1939–50/1939                 | | Rob-Vel                 | Rob-Vel                 | |
| Spirou en ballon (Sur l’Île déserte)                                              | 51/1939–1/1940                  | | Rob-Vel                 | Rob-Vel                 | |
| Le Fils du milliardaire                                                           | 2/1940–44/1940                  | | Rob-Vel/Jijé            | Rob-Vel/Jijé            | |
| Vedette de cinéma                                                                 | 45/1940–48/1940                 | | Jijé                    | Jijé                    | |
| Spirou chez les esquimaux                                                         | 49/1940–4/1941                  | | Jijé                    | Jijé                    | |
| Spirou chez les trappeurs                                                         | 5/1941–8/1941                   | | Jijé                    | Jijé                    | |
| Le Cheval ventriloque                                                             | 9–41/1941                       | | Rob-Vel                 | Rob-Vel                 | Spirou 1938-1946 (2009) (endast 2 sidor, 30-31/1941, ej översatt till svenska) |
| Une Curieuse ferme                                                                | 42–50/1941                      | | Rob-Vel                 | Rob-Vel                 | |
| Le Royaume de Rakiki (Spirou et le chasseur)                                      | 51/1941–22/1942                 | | Rob-Vel                 | Rob-Vel                 | Spirou 1938-1946 (2009) (endast delen från 1-22/1942) |
| Le Singe bleu                                                                     | 22/1942–33/1942                 | | Rob-Vel                 | Rob-Vel                 | "Den blå apan", Spirou 1938-1946 (2009) |
| Le Boxeur noir (Spirou et la Puce)                                                | 33/1942–5/1943                  | Hors série 3 | Rob-Vel                 | Rob-Vel                 | "Den svarta boxaren", Spirou 1938-1946 (2009) |
| Spirou dans la stratosphère                                                       | 6/1943–25/1943                  | | Rob-Vel                 | Rob-Vel                 | "Spirou i stratosfären", Spirou 1938-1946 (2009) |
| L’Homme invisible                                                                 | 26/1943–35/1943                 | | Rob-Vel                 | Rob-Vel                 | "Den osynlige mannen", Spirou 1938-1946 (2009) |
| Le Meeting aérien                                                                 | l'Espiègle au grand coeur       | HC 1 | Jijé                    | Jijé                    | Spirou 1938-1946 (2009) (4 rutor ur serien) |
| Autour du monde avec le Pilote Rouge                                              | Almanach 44                     | HC 1 | Jijé                    | Jijé                    | Spirou 1938-1946 (2009) |
| Le Voyage dans le temps (Spirou et l’aventure)                                    | 1/1944–13/1945                  | HC 1 | Jijé                    | Jijé                    | Spirou 1938-1946 (2009) |
| L’Enlèvement de Spip (Les Noires têtes)                                           | 14/1945–34/1945                 | HC 1 | Jijé                    | Jijé                    | "De svarta huvudena", Spirou 1938-1946 (2009) |
| La Jeep de Fantasio                                                               | 35/1945–411                     | HC 1 | Jijé                    | Jijé                    | Spirou 1938-1946 (2009) |
| Fantasio et le fantôme                                                            | 412–423                         | HC 1, Hors série 4                                                                                                 | Jijé                    | Jijé                    | Spirou 1938-1946 (2009) |
| Le Tank (Fantasio et son tank)                                                    | Almanach 47                     | HC 2, Hors série 1                                                                                                 | Franquin                | Franquin                | "Pansarvagnen", Spirou 1946-1950 (2008) |
| Les Maison préfabriquée                                                           | 423–442                         | HC 2, Hors série 2                                                                                                 | Jijé/Franquin           | Jijé/Franquin           | "Prefabricerade hus", Spirou 1946-1950 (2008) |
| Le Pharmacien (Le Pharmacien débrouillard)                                        | 443                             | | Franquin                | Franquin                | "Apotek med affärssinne", Spirou 1946-1950 (2008) |
| La Vieille dame                                                                   | 444–447                         | | Franquin                | Franquin                | "En skämtsam fröken", Spirou 1946-1950 (2008) |
| La Visite de Saint-Nicolas (Un Conte de Noël)                                     | 448–452                         | | Franquin                | Franquin                | "St. Nicolas besök", Spirou 1946-1950 (2008) |
| L’Héritage                                                                        | 453–491                         | HC 2, Hors série 1                                                                                                 | Franquin                | Franquin                | "Arvet", Spirou 1946-1950 (2008) |
| Spirou à la plage                                                                 | 492–495                         | | Franquin                | Franquin                | "Spirou på stranden", Spirou 1946-1950 (2008) |
| Radar le robot                                                                    | 496–521                         | HC 2, Hors série 2                                                                                                 | Franquin                | Franquin                | "Roboten Rupert", album 21 (1981) "Roboten Rupert", Spirou 1946-1950 (2008) |
| Les Plans du robot                                                                | 522–540                         | "4 aventures de Spirou et Fantasio", album 1 (1950)                                                                | Franquin                | Franquin                | "Spirre och den hemliga ritningen", Rekordmagasinet 19–33/1953 "Spirou och robotritningarna", album 21 (1981) "Spirou och robotritningarna", Spirou 1946-1950 (2008)                                                                                 |
| Spirou sur le ring                                                                | 541–566                         | "4 aventures de Spirou et Fantasio", album 1 (1950)                                                                | Franquin                | Franquin                | "Spirre som boxare", Rekordmagasinet 49/1952–18/1953 "Spirou i ringen", Spirou 1946-1950 (2008) |
| Spirou fait du cheval                                                             | 567–574                         | "4 aventures de Spirou et Fantasio", album 1 (1950)                                                                | Franquin                | Franquin                | "Spirou till häst", album 21 (1981) "Spirou till häst", Spirou 1946-1950 (2008) |
| Comme une mouche au plafond                                                       | 575–588                         | "Les chapeaux noirs", album 3 (1952)                                                                               | Jijé                    | Jijé                    | |
| Spirou chez les Pygmées                                                           | 589–616                         | "4 aventures de Spirou et Fantasio", album 1 (1950)                                                                | Franquin                | Franquin                | "Spirre hos dvärgfolket", Rekordmagasinet 34/1953–4/1954 "Spirou hos pygméerna", Spirou 1946-1950 (2008) |
| Noël dans la brousse                                                              | 610                             | Hors série 4 | Franquin                | Franquin                | Spirou 1946-1950 (2008) |
| Les Chapeaux noirs                                                                | 617–635                         | "Les chapeaux noirs", album 3 (1952)                                                                               | Franquin                | Franquin                | "Spirre i vilda västern", Rekordmagasinet 33–48/1952 "De svarta hattarna", album 31 (1986) "De svarta hattarna", Spirou 1946-1950 (2008) "De svarta hattarna", Fantomen 17/2009                                                                      |
| Mystère à la frontière                                                            | 636–652                         | "Les chapeaux noirs", album 3 (1952)                                                                               | Franquin                | Franquin                | "Spirre och gränsmysteriet", Rekordmagasinet 5-20/1954 "Gränsmysteriet", album 31 (1986) "Gränsmysteriet", Spirou 1946-1950 "Gränsmysteriet", Fantomen 18/2009                                                                                       |
| Il y a un sorcier à Champignac                                                    | 653–685                         | "Il y a un sorcier à Champignac", album 2 (1951)                                                                   | Gillain/Franquin        | Franquin                | "Trollkarlen i Champignac", album 16 (1979) "Trollkarlen i Champignac", Spirou 1950-1952 (2008) "Trollkarlen i Champignac", Fantomen 6-8-9/2009 |
| Les Hommes grenouilles                                                            | 686–692                         | "Les chapeaux noirs", album 3 (1952)                                                                               | Jijé                    | Jijé                    | |
| Spirou et les héritiers                                                           | 693–726                         | "Spirou et les héritiers", album 4 (1952)                                                                          | Franquin                | Franquin                | "Spirou och arvingarna", album 7 (1975) "Spirou och arvingarna", Fantomen 22–23/2004 "Spirou och arvingarna", Spirou 1950-1952 (2008) |
| Les Voleurs du Marsupilami                                                        | 729–761                         | "Les voleurs du Marsupilami", album 5 (1954)                                                                       | Franquin                | Franquin                | "Marsupilami blir kidnappad", album 20 (1981) "Marsupilami blir kidnappad", Fantomen 17–18/2004 "Marsupilami blir kidnappad", Spirou 1950-1952 (2008)                                                                                                |
| Spirou et la Turbotraction                                                        | 764–787                         | "La corne de rhinocéros", album 6 (1955)                                                                           | Franquin                | Franquin                | "Noshörningens horn", album 8 (1975) "Noshörningens horn", Fantomen 1–2/2005 "Noshörningens horn", Spirou 1952-1954 (2008) |
| La Corne du rhinocéros                                                            | 788–797                         | "La corne de rhinocéros", album 6 (1955)                                                                           | Franquin                | Franquin                | "Noshörningens horn", album 8 (1975) "Noshörningens horn", Fantomen 1–2/2005 "Noshörningens horn", Spirou 1952-1954 (2008) |
| Au radio circus Marcel Fort                                                       | Supplément gratuit 1953         | | Franquin                | Franquin                | |
| Le Dictateur et le champignon                                                     | 801–838                         | "Le dictateur et le champignon", album 7 (1956)                                                                    | Rosy/Franquin           | Franquin                | "Diktatorn", Rekordmagasinet 9/1956–18/1957 "Diktatorn och champinjonen", album 9 (1976) "Diktatorn och champinjonen", 'CC Pocket nr 11 (1991) "Diktatorn och champinjonen", Fantomen 6–7/2005 "Diktatorn och champinjonen", Spirou 1952-1954 (2008) |
| La Mauvaise Tête                                                                  | 840–869                         | "La mauvaise tête", album 8 (1956)                                                                                 | Franquin                | Franquin                | "Det mystiska ansiktet", Rekordmagasinet 19/1957–20/1958 "Det falska ansiktet", album 11 1976 "Det falska ansiktet", Fantomen 10–11/2005 "Det falska ansiktet", Spirou 1952-1954 (2008)                                                              |
| Le Repaire de la murène                                                           | 871–904                         | "Le repaire de la murène", album 9 (1957)                                                                          | Franquin                | Franquin/Roba/Jidéhem   | "Vrakmysteriet", album 5 (1975) "Vrakmysteriet", Fantomen 17–18/2005 "Vrakmysteriet", Spirou 1954-1956 (2008) |
| La Quick super                                                                    | 907–915                         | "Les pirates du silence", album 10 (1958)                                                                          | Rosy                    | Franquin, Will          | "Quick Super", album 12 (1977) "Quick Super", Fantomen 1/2006, "Quick hyper super", Spirou 1954-1956 (2008) |
| Les Pirates du silence                                                            | 916–940                         | "Les pirates du silence", album 10 (1958)                                                                          | Franquin                | Franquin                | "Tystnadens pirater", Rekordmagasinet 21/1958–13/1959 "Tystnadens pirater", Trumfserien 11 (1973) "Tystnadens pirater", album 12 (1977) "Tystnadens pirater", Fantomen 26/2005 "Tystnadens pirater", Spirou 1954-1956 (2008)                         |
| Le Marsupilami descend sur la ville                                               | Risque Tout 3                   | | Franquin, Peyo          | Franquin                | "Marsupilami går på stan", album 24 (1982) |
| Touchez pas aux rouges–gorges                                                     | 936                             | "La mauvaise tête", album 8 (1956)                                                                                 | Franquin                | Franquin                | "Rör inte rödhakarna", album 7 (1975) |
| Le Gorille a mauvaise mine (Le Gorille a bonne mine)                              | 944–966                         | "Le gorille a bonne mine", album 11 (1959)                                                                         | Franquin                | Franquin                | "Spirre och jättegorillan", Rekordmagasinet 16/1962–4/1963 "Gorillan och guldgruvan", album 13 (1977) "Gorillan och guldgruvan", Fantomen 6-7/2006 "Gorillan och guldgruvan", Spirou 1954-1956 (2008)                                                |
| Le Nid des Marsupilamis (Le film de l’année: le Marsupilami)                      | 969–991                         | "Le nid des Marsupilamis", album 12 (1960)                                                                         | Franquin                | Franquin                | "Familjen Marsupilami", Trumfserien 15 (1973) "Familjen Marsupilami", album 10 (1976) "Familjen Marsupilami", Fantomen 15-16/2006 "Familjen Marsupilami", Spirou 1956-1958 (2008)                                                                    |
| Noël d’un bagarreur                                                               | 975                             | | Franquin                | Franquin                | "Marsupilami firar jul", album 24 (1982) |
| Ajout à l’histoire en cours: Joyeux Noël                                          | 975                             | | Franquin                | Franquin                | Spirou 1956-1958 (2008) |
| Le Voyageur du Mésozoïque                                                         | 992–1018                        | "Le voyageur du Mésozoïque", album 13 (1960)                                                                       | Greg                    | Franquin/Jidéhem        | "Spirre och urtidsmonstret", Rekordmagasinet 35/1959-34/1960" "Gästen från urtiden", Trumfserien 18 (1974) Besökaren från urtiden", album 14 (1978) "Besökaren från forntiden", Fantomen 2/2007 "Besökaren från urtiden" Spirou 1956-1958 (2008)     |
| Spirou 2000                                                                       | 1000                            | | Franquin                | Franquin                | "Spirou 2000", Spirou 1956-1958 (2008) |
| Le homard                                                                         | 1004                            | Hors série 2 | Franquin                | Franquin                | "Hummern", album 20 (1981), "Spirou", Spirou 1956-1958 (2008) |
| Le Marsupilami passe l’éponge (Fantasio et le siphon)                             | Spirou Poche                    | Hors série 3 | Franquin                | Franquin/Jidéhem/Denis  | Nicke och sifonen", Spirou 1956-1958 (2008) |
| Fantasio et les patins téléguidés                                                 | Spirou Poche 2 (ej publ.)       | Hors série 4 | Franquin                | Franquin/Jidéhem, Denis | "De fjärrstyrda rullskridskorna", Spirou 1956-1958 (2008) |
| Vacances sans histoires                                                           | 1023–1033                       | "Le gorille a bonne mine", album 11 (1959)                                                                         | Franquin                | Franquin                | "Full rulle på semestern", album 13 (1977) "Full rulle på semestern", Fantomen 8/2006 "Full rulle på semestern", Spirou 1956-1958' (2008) |
| La bûche de Noël                                                                  | 1027                            | | Franquin                | Franquin/Jidéhem        | "Julskinkan", album 24 (1982) |
| La Foire aux gangsters                                                            | 1034–1045                       | "Le nid des Marsupilamis", album 12 (1960)                                                                         | Franquin                | Franquin/Jidéhem        | "Spirre och gangsterligan", Rekordmagasinet 14–34/1959 "Gangstermarknaden", album 10 (1976) "Gangstermarknaden" Fantomen 23/2006 "Gangstermarknaden" Spirou 1956-1958 (2008)                                                                         |
| Le Prisonnier du Bouddha                                                          | 1048–1082                       | "Le prisonnier du Bouddha", album 14 (1960)                                                                        | Greg                    | Franquin/Jidéhem        | "Buddhas fånge", Rekordmagasinet 38/1960–2/1962 "Buddhas fånge", album 6 (1975) "Buddhas fånge", Fantomen 8-10/2007 "Buddhas fånge", Spirou 1958-1959 (2009)                                                                                         |
| Spirou découvre l’Europe                                                          | 1065                            | | Joly, Roba              | Franquin/Jidéhem        | "Spirou upptäcker Europa", Spirou 1958-1959 (2009) |
| Spirou et les hommes-bulles                                                       | Parisien Libéré 1959            | "Spirou et les hommes-bulles", album 17 (1964)                                                                     | Franquin                | Franquin/Roba           | "Undervattensmysteriet", album 4 (1975) "Undervattensmysteriet", Fantomen 26/2007-1/2008 "Undervattensmysteriet", Spirou 1958-1959 (2009) |
| Les petits formats                                                                | Parisien Libéré 1960, 1273–1302 | "Spirou et les hommes-bulles", album 17 (1964)                                                                     | Franquin                | Franquin/Roba           | "Miniatyrerna", album 4 (1975) "Miniatyrerna", Fantomen 2/2008 "Miniatyrerna", Spirou 1958-1959 (2009) |
| Tembo Tabou                                                                       | Parisien Libéré 1959, 1721–1723 | "Tembo Tabou", album 24 (1974)                                                                                     | Greg                    | Franquin/Roba           | "Tembo Tabou", Spirou 1958-1959 (2009) "Ej utgivet som enskilt album i Sverige, då det ansetts som rasistiskt. Ingick dock i "Franquin-samlingen" (se nedan)                                                                                         |
| La peur au bout du fil                                                            | 1086–1092                       | "Le voyageur du Mésozoïque", album 13 (1960)                                                                       | Greg                    | Franquin/Jidéhem        | "Spirre och attentatorn", Rekordmagasinet 3–15/1962 "Experimentet som blev en mardröm", album 14 (1978) "Mardrömsexperimentet" Fantomen 1/2007 "Experimentet som blev en mardröm", Spirou 1959-1960 (2009)                                           |
| Z comme Zorglub                                                                   | 1096–1136                       | "Z comme Zorglub", album 15 (1961)                                                                                 | Greg                    | Franquin/Jidéhem        | "Spirre och den osynlige mannen" del 1, Rekordmagasinet 49/1963–7/1965 "Z som i Zafir", album 2 (1974) "Z som i Zafir", CC pocket nr 3 (1990) "Z som i Zafir", Fantomen 15-17/2007 "Z som i Zafir", Spirou 1959-1960 (2009)                          |
| L’ombre du Z                                                                      | 1140–1183                       | "L'ombre du Z", album 16 (1962)                                                                                    | Greg                    | Franquin/Jidéhem        | "Spirre och den osynlige mannen" del 2, Rekordmagasinet 16/1965–17/1966 "Skuggan av Z", album 3 (1975) "Skuggan av Z", CC pocket nr 6 (1990) "Skuggan av Z", Fantomen 20-22-23/2007 "Skuggan av Z", Spirou 1959-1960 (2009)                          |
| QRM sur Bretzelburg                                                               | 1205–1237, 1303–1340            | "QRN sur Bretzelburg", album 18 (1966)                                                                             | Franquin/Greg           | Franquin                | "Högt spel i Bretzelburg", album 1 (1974) (dock med flera sidor bortklippta). "Högt spel i Bretzelburg", Fantomen 14-15/2008 "Högt spel i Bretzelburg", Spirou 1961-1968 (2010)                                                                      |
| Les Robinsons du rail                                                             | 1354–1363                       | | Franquin/Delporte       | Franquin/Jidéhem        | "Ur spår", album (1983) "Ur spår!", Spirou 1961-1968 (2010) |
| La Cage                                                                           | 1420                            | "Tembo Tabou", album 24 (1974)                                                                                     | Franquin                | Franquin/Jidéhem        | "Det falska ansiktet", album 11 (1976) |
| Bravo les Brothers                                                                | 1435–1455                       | "Panade à Champignac", album 19 (1969)                                                                             | Franquin                | Franquin                | "Bravo the Brothers", album 15 (1979) "Bravo the Brothers", Spirou 1961-1968 (2010) |
| Panade à Champignac                                                               | 1539–1556                       | "Panade à Champignac", album 19 (1969)                                                                             | Peyo/Gos                | Franquin/Jidéhem        | "Raffel med Zafir", album 15 (1979) "Raffel med Zafir", Spirou 1961-1968 (2010) |
| Le Faiseur d’or                                                                   | 1624–1646                       | "Le faiseur d’or", album 20 (1970)                                                                                 | Fournier                | Fournier/Franquin       | "Guldmaskinen", album (1975) Spirou 1969-1972 (2016) |
| Un Noël clandestin                                                                | 1652                            | | Fournier                | Fournier                | Spirou 1969-1972 (2016) |
| Le champignon nippon                                                              | 1667                            | | Fournier                | Fournier                | "Den stora champinjonjakten", album 17 (1980) (ihopredigerat som 6 inledande sidor med Den stora champinjonjakten) Spirou 1969-1972 (2016) |
| 1938 Spirou 1                                                                     | 1682                            | | Rob-Vel/Cauvin          | Rob-Vel/Cauvin          | |
| Du glucose pour Noémie                                                            | 1682–1710                       | "Du glucose pour Noémie", album 21 (1971)                                                                          | Fournier                | Fournier                | "Den stora champinjonjakten", album 17 (1980) Spirou 1969-1972 (2016) |
| Joyeuses Pâques Papa                                                              | 1721                            | Hors série 4 | Fournier                | Fournier                | Spirou 1969-1972 (2016) |
| Un Faux départ de Spip                                                            | 1724                            | | Fournier                | Fournier                | Spirou 1969-1972 (2016) |
| L’Abbaye truquée                                                                  | 1743–1766                       | "L’abbaye truquée", album 22 (1972)                                                                                | Fournier                | Fournier                | "Det mystiska klostret", album 18 (1980) Spirou 1969-1972 (2016) |
| Tora Torapa                                                                       | 1801–1824                       | "Tora Torapa", album 23 (1973)                                                                                     | Fournier                | Fournier                | "Tora Torapa, mysteriernas ö", album 19 (1981) Spirou 1972-1975 (2016) |
| Vacances à Brocéliande (avec Bizu)                                                | 1834                            | Hors série 4 | Fournier                | Fournier                | Spirou 1972-1975 (2016) |
| Le Gri–gri du Niokolo–Koba                                                        | 1853–1873                       | "Le gri–gri du Niokolo–Koba", album 25 (1974)                                                                      | Fournier                | Fournier                | "Amulettens hemlighet", album 22 (1982) Spirou 1972-1975 (2016) |
| Du cidre pour les étoiles                                                         | 1920–1939                       | "Du cidre pour les étoiles", album 26 (1975)                                                                       | Fournier                | Fournier                | "Spirou och rymdvarelserna", album 25 (1983) Spirou 1972-1975 (2016) |
| La Zorglumobile                                                                   | Poster                          | Hors série 4 | Franquin                | Franquin                | Spirou 1961-1968 (2010) |
| L’Ankou                                                                           | 2000–2019                       | "L'ankou", album 27 (1977)                                                                                         | Fournier                | Fournier                | "Atomspionerna", album 23 (1982) Spirou 1976-1979 (2018) |
| Kodo le tyran                                                                     | 2088–2109                       | "Kodo le tyran", album 28 (1979)                                                                                   | Fournier                | Fournier                | "Spirou och tyrannen" del 1, album 26 (1983) Spirou 1976-1979 (2018) |
| Des haricots partout                                                              | 2149–2162                       | "Des haricots partout", album 29 (1980)                                                                            | Fournier                | Fournier                | "Den stora kuppen" del 2, album 27 (1983) Spirou 1976-1979 (2018) |
| La maison dans le mousse                                                          | (opublicerat)                   | | Fournier                | Fournier                | Spirou 1976-1979 (2018) |
| Le Fantacoptère solaire                                                           | 2217                            | Hors série 3 | De Kuyssche             | Nic                     | Spirou 1980-1983 (2017) |
| Allez Champignac!                                                                 | Spirou–festival                 | | Nic                     | Nic                     | Spirou 1980-1983 (2017) |
| Spirou et les Diskies                                                             |                                 | | Nic                     | Nic                     | Spirou 1980-1983 (2017) |
| La voix sans maître                                                               | 2253                            | Hors série 3 | Tome                    | Janry                   | Spirou 1981-1983 (2015) |
| Gare au cliché!                                                                   | 2271                            | "La jeunesse de Spirou", album 38 (1987)                                                                           | Tome                    | Janry                   | "Heja Spirou", album 34 (1988) Spirou 1981-1983 (2015) |
| La ceinture du grand froid                                                        | 2276–2284                       | "La ceinture du grand froid", album 30 (1983)                                                                      | Cauvin                  | Nic                     | "Den isande köldens bälte", album 44 (2004), ISBN 9789171340276 Spirou 1980-1983 (2017) |
| La menace                                                                         | Album+ 1                        | Hors série 3 | Tome                    | Janry                   | Spirou 1981-1983 (2015) |
| Coeurs d'acier                                                                    | 2297–2318                       | Hors série 4 | Chaland                 | Chaland                 | |
| Virus                                                                             | 2305–2321                       | "Virus", album 33 (1984)                                                                                           | Tome                    | Janry                   | "Virusmysteriet", album 28 (1984) Spirou 1981-1983 (2015) |
| La Boîte noire                                                                    | 2322–2332                       | "La boîte noire", album 31 (1983)                                                                                  | Cauvin                  | Nic                     | "Den svarta lådan", album 45 (2005), ISBN 9789172696877 Spirou 1980-1983 (2017) |
| Le groom du président                                                             | Album+ 4                        | "La jeunesse de Spirou", album 38 (1987)                                                                           | Tome                    | Janry                   | "Presidentens piccolo", album 34 (1988) Spirou 1981-1983 (2015) |
| La boîte noire 2                                                                  | 2333–2343                       | "Les faiseurs de silence", album 32 (1984)                                                                         | Cauvin                  | Nic                     | "Ljudslukaren", album 46 (2005), ISBN 9789172696884 Spirou 1980-1983 (2017) |
| La jeunesse de Spirou                                                             | Album+ 5                        | "La jeunesse de Spirou", album 38 (1987)                                                                           | Tome                    | Janry                   | "Spirous ungdom", album 34 (1988) Spirou 1981-1983 (2015) |
| Aventure en Australie                                                             | 2344–2355                       | "Aventure en Australie", album 34 (1985)                                                                           | Tome                    | Janry                   | "Spirou i Australien", album 29 (1985) Spirou 1981-1983 (2015) |
| Vilain faussaire                                                                  | Album+ 6                        | "La jeunesse de Spirou", album 38 (1987)                                                                           | Tome                    | Janry                   | "Grova förfalskningar", album 34 (1988) Spirou 1981-1983 (2015) |
| Lisez Spour                                                                       |                                 | | Tome                    | Janry                   | Spirou 1981-1983 (2015) |
| Qui arrêtera Cyanure?                                                             | 2372–2393                       | "Qui arrêtera Cyanure?", album 35 (1985)                                                                           | Tome                    | Janry                   | "Stoppa Cyanida!", album 30 (1985) Spirou 1981-1983 (2015) |
| La Tirelire est là                                                                | 2394                            | Hors série 3 | Tome                    | Janry                   | Spirou 1984-1987 (2016) |
| L’Incroyable Burp                                                                 | 2396–2401                       | "La jeunesse de Spirou", album 38 (1987)                                                                           | Tome                    | Janry                   | "Den otrolige Burpen", album 34 (1988) Spirou 1984-1987 (2016) |
| L’Horloger de la comète                                                           | 2427–2448                       | "L’horloger de la comète", album 36 (1986)                                                                         | Tome                    | Janry                   | "Kometen och tidsmaskinen", album 32 (1986), ISBN 9789171349828 Spirou 1984-1987 (2016) |
| Le Réveil du Z                                                                    | 2487–2508                       | "Le réveil du Z", album 37 (1986)                                                                                  | Tome                    | Janry                   | "Z kommer tillbaka", album 33 (1987), ISBN 9789171349835 Spirou 1984-1987 (2016) |
| Spirou à New–York                                                                 | 2560–2572                       | "Spirou à New–York", album 39 (1987)                                                                               | Tome                    | Janry                   | "Spirou i New York", album 35 (1988/1991), ISBN 91-510-4798-5/ISBN 91-7904-288-0 Spirou 1984-1987 (2016) |
| Angoisse à Touboutt–Chan                                                          | 2611–2632                       | "La frousse aux trousses", album 40 (1988)                                                                         | Tome                    | Janry                   | "Expeditionen som försvann", album 36 (1989/1992), ISBN 91-510-4871-X/ISBN 91-7904-300-3 Spirou 1988-1991 (2016) |
| La Vallée des bannis                                                              | 2672–2686                       | "La vallée des bannis", album 41 (1989)                                                                            | Tome                    | Janry                   | "Dårarnas dal", album 37 (1990/1992), ISBN 91-7904-302-X/ISBN 91-510-6166-X Spirou 1988-1991 (2016) |
| Spirou à Moscou                                                                   | 2736–2747                       | "Spirou à Moscou", album 42 (1990)                                                                                 | Tome                    | Janry                   | "Spirou i Moskva", album 38 (1991), ISBN 91-510-6303-4 Spirou 1988-1991 (2016) |
| Vito la Déveine                                                                   | 2788–2798                       | "Vito–la–déveine", album 43 (1991)                                                                                 | Tome                    | Janry                   | "Skumt spel i Söderhavet", album 39 (1992), ISBN 91-510-6542-8 Spirou 1988-1991 (2016) |
| Le Rayon noir                                                                     | 2844–2864                       | "Le rayon noir", album 44 (1993)                                                                                   | Tome                    | Janry                   | "Svartkonst och champinjoner", album 40 (1993), ISBN 91-510-6723-4 Spirou 1992-1999 (2017) |
| Luna fatale                                                                       | 2971–2991                       | "Luna fatale", album 45 (1995)                                                                                     | Tome                    | Janry                   | "Uppgörelse i Chinatown", album 41 (1995), ISBN 9789172698901 Spirou 1992-1999 (2017) |
| Machine qui rêve                                                                  | 3132–3150                       | "Machine qui rêve", album 46 (1998)                                                                                | Tome                    | Janry                   | "Drömfabriken", album 42 (1998), ISBN 9789171349842 Spirou 1992-1999 (2017) |
| Aventure extrême                                                                  | 3184                            | | Larcenet                | Larcenet                | |
| Une Semaine de Spirou et Fantasio                                                 | Spécial calendrier              | Hors série 4 | Tome                    | Janry                   | Spirou 1992-1999 (2017) |
| Paris–sous–Seine                                                                  | 3446–3459                       | "Paris–sous–Seine", album 47 (2004)                                                                                | Morvan                  | Munuera                 | "Paris under vatten", album 43 (december 2004), ISBN 9789171340269 Spirou 2004-2008 (2018) |
| L’Homme qui ne voulait pas mourir                                                 | 3506–3518                       | "L’homme qui ne voulait pas mourir", album 48 (2005)                                                               | Morvan                  | Munuera                 | "Mannen som inte ville dö", album 47 (mars 2006, tryckt 2005), ISBN 9789172697355 Spirou 2004-2008 (2018) |
| Les Géants pétrifies                                                              | 3537-3546                       | "Les Géants pétrifies", Une aventure de Spirou et Fantasio par, album 1 (2006)                                     | Vehlmann                | Yoann                   | |
| Spirou version manga                                                              | 3559                            | | Morvan                  | Ooshima                 | |
| Spirou et Fantasio à Tokyo                                                        | 3559-3570                       | "Spirou et Fantasio à Tokyo", album 49 (2006)                                                                      | Morvan                  | Munuera                 | "Spirou i Tokyo", album 48 (2007, tryckt 2006), ISBN 9789172697737 Spirou 2004-2008 (2018) |
| Noël sans neige                                                                   | 3585                            | Morvan, Yann | Munuera                 | Spirou 2004-2008 (2018) | |
| Les Marais du temps                                                               | 3595-3604                       | "Les Marais du temps", Une aventure de Spirou et Fantasio par, album 2 (2007)                                      | Le Gall                 | Le Gall                 | |
| Le Tombeau des Champignac                                                         | 3624-3633                       | "Le Tombeau des Champignac", Une aventure de Spirou et Fantasio par, album 3 (2007)                                | Yann, Tarrin            | Tarrin                  | Katakomberna under Champignac, album (2021) |
| Le Journal d’un ingénu                                                            | 3638-3647                       | "Le Journal d’un ingénu", Une aventure de Spirou et Fantasio par, album 4 (2008)                                   | Bravo                   | Bravo                   | Spirou – Porträtt av hjälten som oskuldsfull ung man, album (2014) |
| Retour à le rédak’ (Back to the rédak’)                                           | 3653                            | Hors série 5 | Vehlmann                | Yoann                   | Tillbaka till redaktionen, Helgalna äventyr med Spirou (2019) |
| Aux sources du Z                                                                  | 3672-3678                       | "Aux sources du Z", album 50 (5 november 2008)                                                                     | Morvan och Yann         | Munuera                 | "På uppdrag av Z", album 49 (oktober 2009, tryckt 2008), ISBN 9789174050141 |
| Le Groom vert-de-gris                                                             | 3697-3704                       | "Le Groom vert-de-gris", Une aventure de Spirou et Fantasio par, album 5 (2009)                                    | Yann                    | Schwartz                | Operation Fladdermus, album (2015) |
| Le cadeau de Fantasio                                                             | 3739                            | Hors série 5 | Vehlmann                | Yoann                   | Nickes gåva, Helgalna äventyr med Spirou (2019) |
| Panique en Atlantique                                                             | 3750-3756                       | "Panique en Atlantique", Le Spirou de, album 6 (2010)                                                              | Trondheim               | Parme                   | |
| Alerte aux Zorkons                                                                | 3766-3772                       | "Alerte aux Zorkons", album 51 (3 september 2010)                                                                  | Vehlmann                | Yoann                   | "Zarkonerna anfaller", album 50 (november 2010), ISBN 9789174054392 |
| Conte de Noël à Champignac                                                        | 3790                            | | Hubert, Yoann           | Yoann                   | |
| La face cachée du Z                                                               | 3820–3828                       | "La face cachée du Z", album 52 (2011)                                                                             | Vehlmann                | Yoann                   | "Den mörka sidan av Z", album 51 (september 2012), ISBN 9789174056938 |
| Zorglub à Cuba                                                                    | 3839                            | | Tome                    | Janry                   | Spirou 1992-1999 (2017) |
| Dans le griffes de la Vipère                                                      | 3891-3896                       | "Dans le griffes de la Vipère", album 53 (2013)                                                                    | Vehlmann                | Yoann                   | "I Vipers klor", album 52 (juni 2013), ISBN 9789174057461 |
| Groom Toujours!                                                                   | 3914                            | Hors série 5 | Vehlmann                | Yoann                   | Piccolo för alltid, Helgalna äventyr med Spirou (2019) |
| Spirou sous le manteau                                                            |                                 | "Spirou sous le manteau", album (2013)                                                                             | Severin                 | Severin                 | |
| Radar le Nantais                                                                  | 3938                            | | Vehlmann                | Yoann                   | |
| Le fétiche des Marolles (La femme léopard)                                        | 3949-3960                       | La femme léopard, Le Spirou de, album 7 (2014)                                                                     | Yann                    | Schwartz                | Leopardkvinnan, album (2016) |
| Le Groom de Sniper Alley                                                          | 3986-3994                       | "Le Groom de Sniper Alley", album 54 (2014)                                                                        | Vehlmann                | Yoann                   | "Skatten i Alexandria", album 53 (december 2014), ISBN 9789176210635 |
| La Grosse tête                                                                    | 3998-4007                       | "La Grosse tête", Le Spirou de, album 8 (2015)                                                                     | Makyo, Toldac           | Tehem                   | |
| Les destins contrariés                                                            | 4000                            | Hors série 5 | Vehlmann                | Yoann                   | Retfulla öden, Helgalna äventyr med Spirou (2019) |
| La Colère du Marsupilami                                                          | 4051/4052-4060                  | "La Colère du Marsupilami", album 55 (2016)                                                                        | Vehlmann                | Yoann                   | "Marsupilamis vrede", album 54 (juni 2016), ISBN 9789176211748 |
| Fantasio se marie                                                                 | 4067-4075                       | "Fantasio se marie", Le Spirou de, album 9 (2016)                                                                  | Feroumont               | Feroumont               | "Nicke gifter sig", album (2016) |
| Batguy                                                                            | 4068                            | Hors série 5 | Vehlmann                | Yoann                   | Läderläppen, Helgalna äventyr med Spirou (2019) |
| Supergroom                                                                        | 4080                            | Hors série 5 | Vehlmann                | Yoann                   | Superpiccolon, Helgalna äventyr med Spirou (2019) |
| La lumière de Bornéo                                                              | 4082/4083-4095                  | "La lumière de Bornéo", Le Spirou de, album 10 (2016)                                                              | Zidrou                  | Pé                      | Ljuset från Borneo, album (2018) |
| À tous le coups, c,est Spirou!                                                    |                                 | "À tous le coups, c,est Spirou!", album (2016)                                                                     | Severin                 | Severin                 | |
| Le maître des hosties noires                                                      | 4104/4105-4113                  | "Le maître des hosties noires", Le Spirou de, album 11 (2017)                                                      | Yann                    | Schwartz                | De svarta hostiornas herre, album (2017) |
| La Grande Réconciliation                                                          | 4138                            | Hors série 5 | Vehlmann                | Yoann                   | Försoningsprocessen, Helgalna äventyr med Spirou (2019) |
| Il s'appellait Ptirou                                                             | 4145                            | "Il s'appellait Ptirou", album (2017)                                                                              | Sente                   | Verron                  | |
| La Chevauchée Temporelle                                                          | 4150                            | Hors série 5 | Vehlmann                | Yoann                   | En rundtur i tiden, Helgalna äventyr med Spirou (2019) |
| Le Triomphe de Zorglub                                                            | 4160-4167                       | "Le Triomphe de Zorglub", album (2018)                                                                             | Bocquet                 | Cossu, Sentenac         | |
| Fondation Z                                                                       | 4164-4174                       | "Fondation Z", Le Spirou de, album 12 (2018)                                                                       | Fillipi                 | Lebeault                | |
| Spirou ou l'espoir malgré tout (Première partie: Un mauvais départ)               | 4175-4184                       | "Spirou ou l'espoir malgré tout (Première partie: Un mauvais départ)", Le Spirou de, album 13 (2018)               | Bravo                   | Bravo                   | Hoppets tid (första delen: En dålig början), album (2018) |
| Le Petit Théâte de Spirou                                                         |                                 | "Le Petit Théâtre de Spirou", album (2018)                                                                         | Doisy                   | Severin                 | |
| Supergroom 1: Justicier malgré lui                                                | 4180-4231 med uppehåll          | "Supergroom 1: Justicier malgré lui", album (2020)                                                                 | Vehlmann                | Yoann                   | |
| Spirou ou l'espoir malgré tout (Deuxième partie: Un peu plus loin vers l'horreur) | 4230-4244                       | "Spirou ou l'espoir malgré tout (Deuxième partie: Un peu plus loin vers l'horreur)", Le Spirou de, album 14 (2019) | Bravo                   | Bravo                   | Hoppets tid (andra delen: Ett steg närmare undergången), album (2019) |
| Spirou à Berlin                                                                   | 4446/4447-4504                  | "Spirou à Berlin", Le Spirou de, album 15 (2019)                                                                   | Flix                    | Flix                    | Spirou i Berlin, album (2020) |
| Spirou chez les Soviets                                                           | 4249-4278                       | "Spirou chez les Soviets", album (2020)                                                                            | Neidhardt               | Tarrin                  | Spirou i Sovjet, album (2020) |
| Supergroom 2: La Guerre olympique                                                 | 4268-4354 med uppehåll          | "Supergroom 2: La Guerre olympique", album (2021)                                                                  | Vehlmann                | Yoann                   | |
| Pacific Palace                                                                    | 4282-4300                       | "Pacific Palace", Le Spirou de, album 16 (2020)                                                                    | Durieux                 | Durieux                 | Pacific Palace, album (2022) |
| Jimanju                                                                           | 4311                            | | Duclos                  | Duclos                  | |
| Spirou ou l'espoir malgré tout Troisième Partie : Un départ vers la fin           | 4321-4331, 4343-4349            | "Spirou ou l'espoir malgré tout Troisième Partie : Un départ vers la fin", Le Spirou de, album 17 (2021)           | Bravo                   | Bravo                   | Hoppets tid (tredje delen: Början på slutet) album (2021) |
| Soirée mousse                                                                     | 4349                            | | Bernstein               | Munuera                 | |
| Fongica Gigantus                                                                  | 4355                            | | Robber                  | Yoann                   | |
| Houba soda                                                                        | 4372                            | | Bourhis                 | Solé                    | |
| La mort de Spirou                                                                 | 4380/4381-4386, 4395-4403       | "La mort de Spirou", album 56 (2022)                                                                               | Abitan/Guerrive         | Schwartz                | "Spirous död", album 55 (2022) |
| Spirou ou l'espoir malgré tout Quatrième Partie: Une fin et un nouveau départ     | 4387-4392                       | "Spirou ou l'espoir malgré tout Quatrième Partie: Une fin et un nouveau départ", Le Spirou de, album 18 (2022)     | Bravo                   | Bravo                   | Hoppets tid (fjärde delen: Ett slut och en ny början) album (2022) |
| Spirou chez le fous                                                               | 4407-4415                       | "Spirou chez le fous", Le Spirou de, album 19 (2022)                                                               | Jul                     | Libon                   | |
| Supergroom                                                                        | 4416/4417                       | | Vehlmann                | Yoann                   | |
| Spirou dans la tourmente de la shoah                                              |                                 | "Spirou dans la tourmente de la shoah", album (2023)                                                               | Pasamonik               | Pasamonik               | |
| La Voiture du futur                                                               | 4431                            | | Trondheim               | Blancou                 | |
| Nature vivante                                                                    | 4432                            | | BeKa                    | Etien                   | |
| Spirou et la Gorgone bleue                                                        |                                 | "Spirou et la Gorgone bleue", Le Spirou de, album 20 (2023)                                                        | Yann                    | Dany                    | |
| La Mémoire du futur                                                               | 4473/4474-4483, 4504-4509       | "La Mémoire du futur", album 57 (2024)                                                                             | Abitan/Guerrive         | Schwartz                | "Minnen av framtiden", album 56 (2024) |
| Spirou et Lucky Luke                                                              | 4473/4474                       | | Yoann                   | Yoann                   | |
| Le Grand Picasio                                                                  | 4473/4474                       | | Simmat                  | Landais                 | |
| La Baie des cochons                                                               | 4491-4497                       | "La Baie des cochons", Les aventures de Spirou et Fantasio Classique, album 1 (2024)                               | Lemoine & Baril & Elric | Elric                   | |

### Franquinsamlingen
Under 2008 inledde Egmont-Kärnan en kronologisk utgivning av framför allt Franquins äventyr i inbundna volymer. I dessa volymer ingick även tidigare, för svenska marknaden, outgivet material.
Utgivna samlingsvolymer
| Titel            | Utgiven       | Innehåll (album)                                                          | ISBN                   | Kommentar |
| ---------------- | ------------- | ------------------------------------------------------------------------- | ---------------------- | --------- |
| Spirou 1938–1946 | augusti 2009  | diverse korta historier                                                   | ISBN 978-91-7405-271-8 |           |
| Spirou 1946–1950 | juni 2008     | Roboten Rupert De svarta hattarna plus diverse korta historier            | ISBN 978-91-7134-903-3 |           |
| Spirou 1950–1952 | april 2008    | Trollkarlen i Champignac Spirou och arvingarna Marsupilami blir kidnappad | ISBN 978-91-7134-878-4 |           |
| Spirou 1952–1954 | augusti 2008  | Noshörningens horn Diktatorn och champinjonen Det falska ansiktet         | ISBN 978-91-7134-904-0 |           |
| Spirou 1954–1956 | oktober 2008  | Vrakmysteriet Tystnadens pirater Gorillan och guldgruvan                  | ISBN 978-91-7134-905-7 |           |
| Spirou 1956–1958 | december 2008 | Familjen Marsupilami Besökaren från urtiden plus diverse korta historier  | ISBN 978-91-7134-906-4 |           |
| Spirou 1958–1959 | april 2009    | Buddhas fånge Tembo Tabou Undervattensmysteriet                           | ISBN 978-91-7405-250-3 |           |
| Spirou 1959–1960 | november 2009 | Z som i Zafir Skuggan av Z plus en kortare historia                       | ISBN 978-91-7405-272-5 |           |
| Spirou 1961–1968 | april 2010    | Högt spel i Bretzelburg Ur spår! Raffel med Zafir Bravo the Brothers      | ISBN 978-91-7405-351-7 |           |

### Spirou – den kompletta samlingen
Från 2015 har förlaget Mooz (senare Zoom) fortsatt utgivningen av samlingsvolymer, med serier gjorda av Franquins efterträdare på Spirou-serien.
Utgivna samlingsvolymer
| Titel            | Utgiven       | Serieskapare             | Innehåll (album)                                                               | Kommentar |
| ---------------- | ------------- | ------------------------ | ------------------------------------------------------------------------------ | --------- |
| Spirou 1969–1972 | maj 2016      | Fournier                 | Guldmaskinen Den stora champinjonjakten Det mystiska klostret                  |           |
| Spirou 1972–1975 | december 2016 | Fournier                 | Tora Torapa – mysteriernas ö Amulettens hemlighet Spirou och rymdvarelserna    |           |
| Spirou 1976–1979 | februari 2018 | Fournier                 | Atomspionerna Spirou och tyrannen Den stora kuppen                             |           |
| Spirou 1980–1983 | maj 2017      | Cauvin och Nic           | Den isande köldens bälte Den svarta lådan Ljudslukaren                         |           |
| Spirou 1981–1983 | maj 2015      | Tome och Janry           | Virusmysteriet Spirou i Australien Stoppa Cyanida! Heja Spirou!                |           |
| Spirou 1984–1987 | maj 2016      | Tome och Janry           | Kometen och tidsmaskinen Z kommer tillbaka Spirou i New York                   |           |
| Spirou 1988–1991 | november 2016 | Tome och Janry           | Expeditionen som försvann Dårarnas dal Spirou i Moskva Skumt spel i Söderhavet |           |
| Spirou 1992–1999 | oktober 2017  | Tome och Janry           | Svartkonst och champinjoner Uppgörelse i Chinatown Drömfabriken                |           |
| Spirou 2004–2008 | augusti 2018  | Morvan, Munuera och Yann | Paris under vatten Mannen som inte ville dö Spirou i Tokyo På uppdrag av Z     |           |